# Nkometou
Nkometou est une localité de l'arrondissement  d'Obala, dans le département de la Lékié, dans la  région du centre Cameroun. Elle est subdivisée en deux villages: Nkometou I et Nkometou II. 

## Géographie
Située à 27 km au nord de Yaoundé , la localité de Nkoumetou est traversée par la route nationale 1, sur l'axe routier reliant Yaoundé et Obala.  Le climat est de type équatorial et est propice à l'agriculture; surtout à la culture du cacao qui est la principale activité économique des  populations locales. Un marché y est organisé tous les samedis créant un regroupement majeur des populations venues des grandes villes et des localités environnantes.

## Population
La population de Nkometou est estimée à 1575 habitants selon le recensement de 2005 .  La majorité de la population locale est de l'ethnie Eton.

## Infrastructures
Nkometou abrite une cabine de péage routier de la route nationale n°1, une station de pompage d'eau pour la capitale du pays  et est également traversée par la ligne de pipeline Tchad-Cameroun.

## Enseignement
La localité de Nkometou comporte deux lycées et plusieurs établissements d'enseignement de base.
- Le Lycée Technique de Nkometou
- Le lycée classique de Nkometou

## Lieux de Culte
- Eglise catholique ( paroisse Sainte Mère admirable )
- Eglises pentecôtistes (mission du plein évangile).
- Mosquée
- Salle du royaume des Témoins de Jéhovah